# Herodios-Grabrelief
Das Herodios-Relief ist ein Grabrelief für einen jung Verstorbenen auf einer kykladischen Bogenstele. Das Kunstwerk befindet sich in der Antikensammlung im Schloss Wilhelmshöhe in Kassel und trägt die Inventarnummer Sk 144.

## Beschreibung
Die Reliefstele ist aus weißem, feinkristallinem Marmor mit rotbrauner Patinierung gearbeitet. In dem Stein fanden sich Reste von Eisenstiften. Er ist 116 Zentimeter hoch und unten 48,5 Zentimeter breit. Die Breite auf Höhe des Architravs beträgt nur 45 Zentimeter. Das Bildfeld ist 62 Zentimeter hoch und 33 Zentimeter breit, der Bogen weist eine lichte Höhe von 11,5 Zentimetern auf. An den ausgeprägtesten Stellen ist das Relief 4,5 Zentimeter tief ausgearbeitet. Die linke Hand der dargestellten Figur, in der sie einen Ball hält, ragt an der äußersten Stelle 2,5 Zentimeter über die Anten, die das Bildfeld begrenzen, vor.
Die Vorderseite der Stele wurde mit Spitz- und Zahneisen bearbeitet, wobei nur die Oberfläche der herausgearbeiteten Figur geglättet wurde. Die Rückseite weist grobe Meißelarbeit auf. In den Ecken über den Rosetten auf der Vorderseite, seitlich unter den Antenkapitellen und in der rechten Hand der Figur fanden sich Überreste verrosteter eiserner Dübel oder Stifte, die den Stein gesprengt hatten. Sie dienten wohl einst zum Aufhängen von Devotionalien und wurden bei der Aufnahme des Reliefs in die Kassler Sammlung entfernt. Der Stein wurde danach wieder zusammengesetzt. Er weist ansonsten keine größeren Beschädigungen und auch keine Spuren grundlegender Umgestaltungen des Reliefs in der Antike auf.
Das Relief zeigt einen hohen Stelenfuß und sich verjüngende Seitenwände. Auf den Antenkapitellen ruht ein dreifach facettierter Bogen. Das Bogenfeld ist durch eine Leiste seitlich und oben gerahmt, in den Ecken befindet sich jeweils eine schalenförmige Rosette mit Blütenstempel bzw. Omphalos. Den oberen Abschluss der Stele bildet ein Giebel mit vorkragenden Gesimsen, auf dem umrisshaft gearbeitete Akrotere sitzen. Eine sechsblättrige, schalenförmige Rosette mit Blütenstempel oder Omphalos mit zentrischer Bohrung  schmückt das Tympanon. Der Architrav trägt eine zweizeilige Inschrift.
Das Bildfeld zeigt einen im Kontrapost stehenden Knaben oder jungen Mann, der nahezu frontal dargestellt ist. Sein Gesicht unter einer angedeuteten kurzen Locken- oder Wellenfrisur ist leicht nach rechts gewandt, den Blick scheint er abwärts zu einem Hund zu richten, der neben seinem rechten Fuß am Boden sitzt. Seine Oberarme liegen am Oberkörper an. Sein Himation fällt über die linke Schulter und ist um die Hüften geschlungen, ein Ende des Gewandbausches liegt über dem linken Arm, den der Dargestellte im Ellbogen abgewinkelt hat, so dass der linke Unterarm von vorn gesehen wird und die linke Hand, in der der Ball ruht, über die sonstigen Maße des Steins hinaus ragt. Das Himation bedeckt das rechte Bein des Stehenden bis unterhalb des Knies. Das linke Bein, das Spielbein, ist ab dem Knie entblößt. Neben diesem linken Bein hängt das andere Ende des Himations, mit einer Troddel geschmückt, tief hinab. Bogen- und Zugfalten des Himations lassen die Körperlinien durchscheinen. Die rechte Hand des Jünglings ist etwas nach rechts gestreckt. Ursprünglich befand sich in dieser Hand offenbar ein mit einem Eisenstift befestigter Gegenstand. Darunter ist die nur sehr flach ausgearbeitete Figur des sitzenden Hundes zu erkennen, der seine Schnauze nach der rechten Hand des Jünglings reckt und die rechte Vorderpfote erhoben hält. An den Füßen trägt der junge Mann Sandalen.
Die Haartracht, das rundliche Gesicht und die Körperformen lassen darauf schließen, dass der Verstorbene etwa zwölf bis 15 Jahre alt war. Die Inschrift gibt darüber keine Auskunft. Sie lautet:
Ηρωδηος τον εαυτου υον
ηρωα
(„Herodios (hat) seinen Sohn (aufgestellt),
den Heros (Verstorbenen)“.)
Diese Inschrift ist allerdings nicht die ursprüngliche Inschrift des Steins: Am rechten unteren Rand der Schriftfläche sind noch Überreste der einstmals geglätteten und höherliegenden Oberfläche des Architravs erhalten geblieben, auf der sich spärliche Buchstabenreste erahnen lassen, die auf eine ältere Inschrift hindeuten. Die Herodios-Inschrift hingegen befindet sich auf einer tiefergelegten und ungeglätteten Oberfläche. Sie ist nur flüchtig ausgeführt und kursiv, was auf eine Anfertigung im 3. oder 4. nachchristlichen Jahrhundert hindeutet. Dazu passt auch die Schreibung des Namens Ηρωδηος mit Eta sowie die Tatsache, dass das Sigma nach links gedreht ist. Die Reliefarbeit dürfte allerdings deutlich älter sein als diese Zweitinschrift.

## Einordnung und Datierung
Seit der hellenistischen Zeit war die Bogenstele die Hauptform des Denkmals im Bereich der Kykladen. Attische Naïskos-Stelen weisen ab der spätklassischen Zeit das einfigurige Palästritenbild in seiner typischen Ausprägung auf; im ägäisch-ostgriechischen Raum entwickelten sich während der hellenistisch-römischen Epoche eigenständige regionale Figurentypen. Je nach Alter wurde der Verstorbene als Pais mit Spieltieren und/oder Spielzeug dargestellt, wie es auch auf der vorliegenden Stele der Fall ist, oder als Palästrit mit Schulattributen, die auf körperliche und geistige Erziehung hinwiesen, oder als Ephebe in einer Tracht und mit Attributen, die sich bereits auf das Erwachsenenleben eines berufstätigen Bürgers bezogen.
Peter Gercke bezeichnet die Darstellung des Verstorbenen auf dem Herodios-Relief als „fast polykletisierend“ und fährt fort: „Das rundlich füllige Gesicht und die kugelige Kopfform deuten auf ein kindlich-knabenhaftes Alter hin. Der brav sitzende, Schnauze und eine Pfote emporreckende Hund lässt auf eine Dressur durch sein Herrchen schließen; darin unterscheidet sich der ältere Palästrit oder Ephebe von den Stelen mit Knaben, die von ihren Hündchen angesprungen werden. Das Ballspiel war sowohl bei Paides, Palästriten wie Epheben beliebt.“ Gercke weist darauf hin, dass die ungewöhnliche Trageweise des Himations mit den vielen entblößten Körperpartien an divinisierte Gestalten im Jupitertypus der frühen römischen Kaiserzeit erinnert, meint aber, dass damit wohl eher – trotz der „Heroeninschrift“ – ein altersspezifischer jugendlicher Habitus angedeutet werden soll. Er kennt keine motivisch gleiche Gewanddarstellung an anderen Palästritenbildern, legt sich jedoch für die Entstehungszeit des Reliefs mit seinem klassizistisch wirkenden Figurenschema auf den Zeitraum vom ersten vorchristlichen bis zum zweiten nachchristlichen Jahrhundert fest. Dass es im dritten oder vierten Jahrhundert n. Chr. zur Rasur und zur Anbringung der jüngeren Inschrift kam, könnte laut Gercke an der guten Wiederverwendbarkeit des Steins aufgrund seiner Größe und der repräsentativ wirkenden Reliefdarstellung gelegen haben.

## Geschichte
Die Fundgeschichte des Reliefs ist nicht gut dokumentiert. Angeblich stammt es von den Kykladen, eventuell von der Insel Naxos oder Paros. 1992 gelangte es aus der Sammlung Laux in Paris in den Frankfurter Kunsthandel und wurde dort für die Kassler Antikensammlung erworben. Der Stein, der in fünf Teile gebrochen war, wurde 1992/93 gereinigt und von den Eisendübeln, die ihn gesprengt hatten, befreit. 2001 wurde außerdem eine Aufhängung montiert.